# Cabeza de Amenemhat III con la Corona blanca
La cabeza del rey Amenemhat III con la Corona Blanca (AEIN 924), conservada en la Gliptoteca Ny Carlsberg de Copenhague, está considerada una de las obras maestras de la escultura del Imperio Medio del Antiguo Egipto.
Amenemhat III (siglo XIX a. C.) fue el último faraón importante de la XII dinastía egipcia y reinó durante unos cuarenta y cinco años. Ya bajo su predecesor, el glorioso Sesostris III, la estatuaria real había sufrido un cambio significativo: el soberano era retratado anciano lo que lo diferenciaba de las efigies idealizadas y eternas de los reyes anteriores, y en las figuras donde aparecía mayor, en particular, tenía una expresión triste o amargada: sus ojos sobresalían de sus órbitas rodeados de arrugas y ojeras, su boca y sus labios habían adquirido un rictus decididamente melancólico, sus orejas grandes y prominentes; en marcado contraste con el realismo casi exagerado y los signos de la edad en el rostro y cabeza, el resto del cuerpo fue esculpido joven, musculoso e idealizado, siguiendo aquí sí los cánones tradicionales de la estatuaria faraónica. Este es el modelo heredado por su hijo Amenemhat III, del que también existen figuras de ambos tipos.
Esta cabeza de Amenemhat III, tallada en grauvaca, se encuentra en la Gliptoteca Ny Carlsberg de Copenhague con el número de inventario ÆIN 924. El hallazgo, de 46 centímetros de altura, fue adquirido en 1894 en El Cairo por Valdemar Schmidt (1836-1925), conservador emérito de la colección egipcia del Museo, por 2.000 francos; No se sabe dónde se descubrió originalmente la cabeza, pero es casi seguro que formaba parte de una estatua de cuerpo entero del rey. Falta parte de la corona, así como la nariz y parte de las orejas. El faraón porta la corona blanca (hedjet) del Alto Egipto e inusualmente carece del ureo sobre su frente, y de la típica barba postiza. La piedra está pulida y lisa. Las cejas nunca fueron trazadas, no tiene, la boca es ancha, la nariz, los labios y los pliegues de los párpados trabajados con sumo cuidado.
La pieza podría proceder del templo del gobernante en Hawara. Se conocen inscripciones del Uadi Hammamat informando sobre expediciones del soberano para traer piedra para su templo. Aunque las inscripciones mencionan estatuas más grandes, parece probable que también se extrajera material para estatuas más pequeñas.